# لوتی بالخاش
لوتی بالخاش (نام علمی: Perca schrenkii) نام یک گونه از سرده ماهی لوتی است.